# تاتسورو یاماوچی
تاتسورو یاماوچی (انگلیسی: Tatsuro Yamauchi؛ زادهٔ ۲۳ ژانویهٔ ۱۹۹۴) بازیکن فوتبال اهل ژاپن است.